# Lübow
Lübow ist eine Gemeinde im Landkreis Nordwestmecklenburg in Mecklenburg-Vorpommern (Deutschland). Sie wird vom Amt Dorf Mecklenburg-Bad Kleinen mit Sitz in der Gemeinde Dorf Mecklenburg verwaltet.

## Geografie

### Lage
Die Gemeinde Lübow liegt in leicht hügeligem, zur Wismarer Bucht hin abfallendem Gelände unmittelbar an der südöstlichen Stadtgrenze Wismars.
Umgeben wird Lübow von den Nachbargemeinden Hornstorf im Norden, Zurow im Nordosten, Jesendorf im Südosten, Ventschow im Süden, Hohen Viecheln im Südwesten, Dorf Mecklenburg im Westen sowie Wismar im Nordwesten.

### Ortsteile
Zu Lübow gehören die Ortsteile Greese, Levetzow, Maßlow, Schimm, Tarzow, Triwalk und Wietow.

## Geschichte

### Lübow
1192 wurde die ursprünglich slawische Siedlung erstmals in einer Bewidmungsurkunde des Klosters Doberan als de Lubowe erwähnt. Lübow wird in seiner frühesten Vergangenheit auch als Hauptort bei der Burg Dorf Mecklenburg und als „uralte Ortschaft Mecklenburgs“ bezeichnet.

1700 erfolgte der allmähliche Übergang des Dorfes aus der Ritterschaft in das Domanium. Über mehrere Jahrhunderte bestimmte die Hufeordnung das Bestehen des Bauerndorfes mit seinen Hüfnern. Die großzügigen Ackerflächen ermöglichten rentable Wirtschaftsformen. 1711 fand das Gefecht bei Lübow statt. Neben der Landwirtschaft spielte schon früh das Handwerk eine Rolle. Die Schule wurde 1756 bezeugt.
Am 7. Juni 2009 wurde die vormals selbständige Gemeinde Schimm mit den Ortsteilen Maßlow und Tarzow nach Lübow eingemeindet.

### Ortsteile
Greese ist abodritischen Ursprungs und war rundum durch Wasser, Sumpf und einen Wall geschützt. 1306 wird ein Preen als Besitzer von Greese genannt, der in einem Wohnturm aus Holz hauste, dessen markanter Standort noch heute im ehemaligen Gutspark auffindbar ist. Die Preens dienten als Ritter auf der Burg Mecklenburg. Ab dem 17. Jahrhundert saß auf Greese die Familie von Behr, die Anfang des 20. Jahrhunderts in diesem Zweig ausstarb. Das rund 300 Hektar große Rittergut Greese wurde dann 1913 von Konrad Friedrich von Randow (1888–1972) erworben, der es bis zur Bodenreform bewirtschaftete. Randows Ehefrau Gabriele von Amsberg, das Ehepaar hatte drei Kinder, ist die Tante des Claus von Amberg. Nach der Umsetzung der entschädigungslosen Enteignung und der Aufsiedlung des Gutes an Kleinsiedler folgte die sozialistische Kollektivierung und schließlich Überführung der landwirtschaftlichen Flächen in die Landwirtschaftliche Produktionsgenossenschaft Dorf Mecklenburg.
Maßlow: Das Gut war im 19. Jahrhundert bis um 1850 im Besitz der Familie Keding. Ende der 1920er Jahre, bis zur Bodenreform, ist der Rechtsritter des Johanniterordens sowie Major a. D. Karl Freiherr von Langermann und Erlencamp der Grundbesitzer auf Maßlow. Das zweigeschossige Gutshaus dient seit 2000 auch als Ferienwohnanlage.
Schimm entstand aus einer slawischen Siedlung. Vor 1929 war Hans-Ulrich von Buch-Zapkendorf, er wurde 1901 auch in Schimm geboren, der Gutsherr. Das Lehngut bildete eine Größe von 434 ha. Das Gut wurde später in viele Einzelhöfe aufgeteilt, erkennbar am Ortsbild.
Tarzow war ein Gutdorf. Gutshaus Tarzow ist ein eingeschossiger, 11-achsiger, unsanierter Putzbau vom 19. Jahrhundert mit einem mittleren zweigeschossigen Zwerchgiebel. Tarzow war ein Lehngut mit einer Größe von 600 ha, davon etwa 299 ha Waldfläche. Gleichzeitig bestanden im Ort zwei größere Höfe der Familien Anna Maercker und Paul Lustig mit jeweils 22 ha Größe. Von 1929 bis 1932 war Ernst-Albrecht von Karstedt-Fretzdorf-Rossow der Gutsbesitzer im Ort und wurde anschließend Offizier, lebte zuletzt mit seiner Familie in Süddeutschland.
Triwalk: Beim Feuerstellenplatz von Triwalk wurden 1970 neolithische Fundstücke und Kultfeuerstellen der Bronzezeit (Trichterbecherkultur) geborgen.
Wietow war als Gut ein alter Besitz der Familie von Blücher. Das eingeschossiges, 11-achsige Herrenhaus mit einem Lünettengiebel stammt vom Ende des 19. Jahrhunderts. Der Ort wurde am 1. Juli 1950 eingemeindet. Nach dem Umbau von 2004 befindet sich hier das SolarZentrum Mecklenburg-Vorpommern.

## Bevölkerung
| Jahr | Einwohner |
| ---- | --------- |
| 1990 | 0968      |
| 1995 | 1361      |
| 2000 | 1451      |
| 2005 | 1389      |
| 2010 | 1592      |
| 2015 | 1534      |

| Jahr | Einwohner |
| ---- | --------- |
| 2020 | 1593      |
| 2021 | 1584      |
| 2022 | 1587      |
| 2023 | 1583      |

Stand: 31. Dezember des jeweiligen Jahres

## Politik

### Gemeindevertretung
Die Gemeindevertretung von Lübow besteht aus 12 Mitgliedern. Die Kommunalwahl am 9. Juni 2024 führte bei einer Wahlbeteiligung von 75,8 % zu folgendem Ergebnis:
| Partei / Wählergruppe                      | Stimmenanteil 2019 | Sitze 2019 |  | Stimmenanteil 2024 | Sitze 2024 |
| ------------------------------------------ | ------------------ | ---------- |  | ------------------ | ---------- |
| Alternative Wählergemeinschaft Lübow (AWL) | 65,7 %             | 8          |  | 54,5 %             | 7          |
| CDU                                        | 20,8 %             | 2          |  | 20,0 %             | 2          |
| Einzelbewerber Heiko Gluth                 | –                  | –          |  | 13,0 %             | 1          |
| Einzelbewerber Mathias Napp                | 05,2 %             | 1          |  | 08,6 %             | 1          |
| Einzelbewerber Michael Pieth               | –                  | –          |  | 03,8 %             | –          |
| Einzelbewerber Heinz Gluth                 | 04,2 %             | 1          |  | –                  | –          |
| Einzelbewerber Roman Kaminski              | 02,2 %             | –          |  | –                  |            |
| Einzelbewerberin Brigitte Gluth            | 01,9 %             | –          |  | –                  | –          |
| Insgesamt                                  | 100 %              | 12         |  | 100 %              | 11         |

Bei der Wahl 2024 entfielen auf den Einzelbewerber Heiko Gluth zwei Sitze. Daher bleibt in der Gemeindevertretung ein Sitz unbesetzt.

### Bürgermeister
- seit 2019: Angela Markewiec

Bei der Bürgermeisterwahl am 26. Mai 2019 wurde Markewiec mit 82,9 % der gültigen Stimmen gewählt. Am 9. Juni 2024 wurde sie mit 58,3 % der gültigen Stimmen in ihrem Amt bestätigt. Ihre Amtszeit beträgt fünf Jahre.

### Wappen
| Wappen von Lübow | Blasonierung: „Geteilt; oben in Silber zwei sich überschneidende rote Rundbogen; unten in Rot ein querrechter silberner Lindenzweig mit einem fallenden Blatt.“ |
| Wappen von Lübow | Wappenbegründung: In dem Wappen verweisen die Rundbogen auf die spätromanischen Gestaltungselemente an den Friesbändern der im ersten Viertel des 13. Jh. errichteten Dorfkirche. Das Lindenblatt steht für den großen Lindenbestand der Gemeinde. Mit dem Blatt am Zweig soll zugleich das Aufblühen der Gemeinde symbolisiert werden. Das Wappen wurde von dem Wodorfer Rolf Möller gestaltet. Es wurde am 10. Juli 1992 durch das Ministerium des Innern genehmigt und unter der Nr. 62 der Wappenrolle des Landes Mecklenburg-Vorpommern registriert. |

### Dienstsiegel
Das Dienstsiegel zeigt das Gemeindewappen mit der Umschrift „GEMEINDE LÜBOW • LANDKREIS NORDWESTMECKLENBURG“.

## Sehenswürdigkeiten

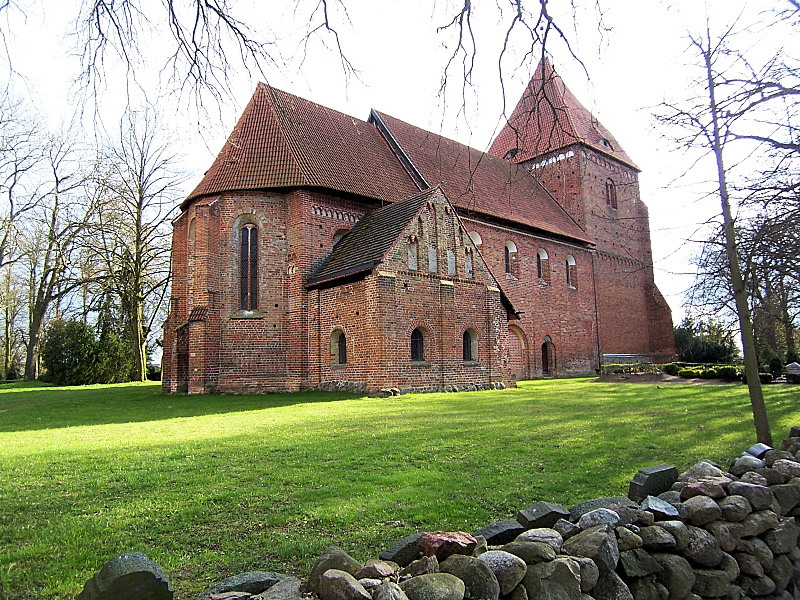
Dorfkirche Lübow

- Dorfkirche Lübow: spätromanische Backsteinkirche aus der ersten Hälfte des 13. Jahrhunderts in Lübow: Sie ist eine der ältesten Kirchen in Mecklenburg-Vorpommern. Ihr Bau begann als dreischiffige Basilika mit eingezogenem quadratischen Chor, einschiffig mit wuchtigem Turm weitergeführt. Die ursprünglich breiten Fenster im Kirchenschiff wurden dabei schlank und hoch ausgeführt.
Innen: Barocker hölzerner Altar vom Anfang des 18. Jahrhunderts mit Gemälden, die das Abendmahl, die Kreuzigung und Grablegung Christi darstellen. Die hölzerne Kanzel stammt von 1796. Auf einem alten Triumphbalken ist eine Triumphkreuzgruppe erhalten. Ebenfalls zur Ausstattung gehört der 2003 bis 2006 auf Initiative der ehemaligen Besitzer des Rittergutes Greese restaurierte Barock-Taufengel aus Holz aus dem 18. Jahrhundert und der kunstgeschichtlich wertvolle Greeser Patronatsstuhl von 1585. Er ist aus Eichenholz gefertigt und wird von zehn geschnitzten Familienwappen von vorwiegend Adelsfamilien, die einen Bezug zum Rittergut Greese hatten, geziert.

- Gutshaus Levetzow: Neugotischer, zweigeschossiger, zweiflügeliger Putzbau von der Mitte des 19. Jh. mit Satteldach und Treppengiebel sowie zwei umgebauten Wirtschaftsgebäude blieben erhalten; Gut u. a. der Familien von Levetzow, Bade (19. Jh.) und Seeler (1875 bis 1928).

## Wirtschaft und Infrastruktur
Im Ortsteil Tarzow wird seit vielen Jahren Kies abgebaut.
Verkehr
Im Norden von Lübow befindet sich das Autobahnkreuz Wismar (A 20 und A 14) an der Landesstraße L 102 zwischen Wismar und Jesendorf. Der nächste Bahnhof liegt in der Nachbargemeinde Dorf Mecklenburg (Bahnlinie Schwerin – Wismar).